# Bessów
Bessów is een plaats in het Poolse district Bocheński, woiwodschap Klein-Polen. De plaats maakt deel uit van de gemeente Bochnia en telt 300 inwoners.